# Center (Nebraska)
Center es una villa ubicada en el condado de Knox en el estado estadounidense de Nebraska. En el Censo de 2010 tenía una población de 94 habitantes y una densidad poblacional de 348,98 personas por km².

## Geografía
Center se encuentra ubicada en las coordenadas 42°36′32″N 97°52′34″O / 42.60889, -97.87611. Según la Oficina del Censo de los Estados Unidos, Center tiene una superficie total de 0.27 km², de la cual 0.27 km² corresponden a tierra firme y (0%) 0 km² es agua.

## Demografía
Según el censo de 2010, había 94 personas residiendo en Center. La densidad de población era de 348,98 hab./km². De los 94 habitantes, Center estaba compuesto por el 88.3% blancos, el 0% eran afroamericanos, el 6.38% eran amerindios, el 0% eran asiáticos, el 0% eran isleños del Pacífico, el 1.06% eran de otras razas y el 4.26% pertenecían a dos o más razas. Del total de la población el 6.38% eran hispanos o latinos de cualquier raza.